# Marc London
Marc London est un acteur et scénariste américain né le 30 septembre 1927 à Boston dans le Massachusetts (États-Unis).
Marc London a joué dans de nombreuses séries télévisées durant les années 1960, comme The Hero en 1966 ou encore Max la Menace en 1967 puis se lance dans une carrière de scénariste pendant les années 1970, en écrivant la première saison de l'émission Le Muppet Show.

## Filmographie

### En tant qu'acteur
- 1966 : The Andy Griffith Show - Saison 6
- 1966 – 1967 : The Hero - Saison 1
- 1967 : Hey, Landlord - Saison 1
- 1967 : The Pruitts of Southampton - Saison 1
- 1967 : That Girl - Saison 1
- 1967 : Max la Menace - Saison 2
- 1967 : Comment réussir en amour sans se fatiguer d'Alexander Mackendrick
- 1967 : Good Morning, World - Saison 1

### En tant que scénariste
- 1967 – 1970 : Rowan & Martin's Laugh-In - Saisons 1 à 3
- 1976 : Celebration: The American Spirit (TV) de Bob Bowker
- 1976 : An All-Star Tribute to John Wayne (TV) de Dick McDonough
- 1976 – 1977 : Le Muppet Show - Saison 1
- 1977 : An All-Star Tribute to Elizabeth Taylor (TV) de Dick McDonough
- 1981 : Fozzie's Muppet Scrapbook (TV) de Peter Harris